# Yale (Illinois)
Yale – wieś w Stanach Zjednoczonych, w stanie Illinois, w hrabstwie Jasper.